# RSA-KEM
RSA-KEM (RSA Key Encapsulation Method) — однопроходный (store-and-forward) механизм шифрования ключа для передачи в криптосистемах с открытым ключом. Сочетает в себе ложные перестановки RSA и KDF (Key Derivation Function). Обладает простотой и превосходными защитными свойствами, по сравнению с OAEP или OAEP+. Основной недостаток состоит в том, что шифротекст немного больше исходного текста.

## Описание

### Введение
RSA-KEM относится к классу криптографических методов инкапсуляции ключа, спроектированных для безопасной отправки симметричных ключей шифрования с использованием алгоритмов на открытых ключах. На практике, системы шифрования на основе открытых ключей неудобны для передачи длинных сообщений, вместо этого они используются для обмена симметричными ключами, которыми в итоге шифруется текст.
Традиционным подходом к отправке симметричного ключа с помощью систем на открытых ключах является следующий алгоритм:
1. Генерация случайного числа.
2. Шифрование числа выбранным открытым ключом. Это зашифрованное сообщение отправляется получателю.
3. Получатель расшифровывает его закрытым ключом и восстанавливает симметричный ключ.

Представленный алгоритм имеет несколько недостатков. Во-первых, так как симметричный ключ мал, требуется его удлинение, а доказательство безопасности удлинения ключа не является строгим. Во-вторых, злоумышленник может отправить своё число, зашифрованное открытым ключом, и обмениваться сообщениями с получателем. В-третьих, не отслеживается целостность данных (обобщение второго пункта). Кроме того, шифры схожих сообщений могут быть похожими. Очевидно, что представленная схема недостаточно хороша и надёжна.
Метод инкапсуляции ключа демонстрирует иной, более продвинутый подход, решающий выявленные проблемы.
Процесс шифрования можно коротко представить следующим образом:
1. Генерируется случайное входное w.
2. Шифруется w с использованием RSA для передачи принимающему.
3. Генерируется материал ключа y = KDF(w) для использования в последующем шифровании.

Принимающий может восстановить w из принятого шифртекста и затем сгенерировать y, чтоб и отправитель и принимающий могли согласиться с одинаковым симметричным ключом.

### Параметры
Механизм шифрования ключа имеет следующие системные параметры:
1. RSAKeyGen: алгоритм генерации ключа RSA.
2. KDF: A key derivation function.
3. KeyLen: положительное целое число.

### Генерация ключа
Открытый ключ состоит из RSA коэффициента {\displaystyle n}, который является произведением двух больших простых чисел и экспоненты {\displaystyle e}, где {\displaystyle gcd(e,\phi (n))=1} ({\displaystyle gcd} — наибольший общий делитель). Это так же выделяет key derivation function KDF. Пусть nLen обозначает длину n в байтах. Секретный ключ состоит из дешифровой экспоненты d, где {\displaystyle ed=1mod\phi (n)}.
Алгоритм генерации ключа ничего не принимает на вход и выполняется следующим образом:
1. Вычисление (n, e, d) = RSAKeyGen().
2. Получение открытого ключа PK (public key).
3. Получение закрытого ключа pk (private key).

n, e, d — целые положительные числа.

### Шифрование
Целью алгоритма шифрования является произвести псевдослучайный ключ K длины KeyLen и шифротекст {\displaystyle C_{0}}, который шифрует K.
Алгоритм шифрования принимает следующее:
1. открытый ключ, состоящий из целого положительного n и e.
2. нет опций шифрования.

Выполняется следующим образом:
1) Генерируется случайное число {\displaystyle z\in [0..n)}.
2) Шифруется  {\displaystyle z} открытым ключом получателя {\displaystyle (n,e)}

{\displaystyle c=z^{e}modn}
3) Число {\displaystyle c} преобразуется в шифрованную строку {\displaystyle C}, а {\displaystyle z} в строчку {\displaystyle Z}
{\displaystyle C=intToStr(c,nLen),}
{\displaystyle Z=intToStr(z,nLen)}
4) Создаётся так называемый key-encrypting key(KEK), длиной {\displaystyle kekLen}, с использованием Key Derivation Function(KDF):
{\displaystyle KEK=KDF(z,kekLen)}
5) Передаваемая информация оборачивается (в англ. литературе WRAP) ключом KEK, с использованием key-wrapping схемы. На выходе получим шифорованный текст {\displaystyle WK}
{\displaystyle WK=Wrap(KEK,K)}
6) Объединяем {\displaystyle C} и зашифрованный текст
{\displaystyle EK=C||WK}
{\displaystyle EK} является выходом алгоритма

#### Функция производства ключа (KDF)
KDF принимает на вход байтовую строчку и целое число {\displaystyle L>0}. Например, функция KDF1. Она параметризуется некоторой хеш функцией и определяется следующим образом: на вход идут аргументы {\displaystyle (Z,L)}, на выходе получаем первые {\displaystyle L} байт выражения:
{\displaystyle Hash(Z} || {\displaystyle I2OSP(0,4))}|| ... || {\displaystyle Hash}{\displaystyle (Z}||{\displaystyle I2OSP(k-1,} {\displaystyle 4)),}
где {\displaystyle k=L/Hash.outputLen.}
"Близнецом" функции KDF1 является KDF2. Она отличается от KDF1 лишь тем, что счётчик проходит от {\displaystyle 1} до {\displaystyle k}, а не от {\displaystyle 0} до {\displaystyle k-1}. Однако для этих функций трудно установить, насколько "хорошими" генераторами псевдослучайных чисел они являются. В связи с этой потенциальной уязвимостью желательно использовать функцию KDF3, например. Она принимает в качестве параметров Hash и {\displaystyle padding\geqslant 4.} На выход идут первые {\displaystyle L} байт выражения:
{\displaystyle Hash(I2OSP(0,padding)} || {\displaystyle Z)} || · · · || {\displaystyle Hash(I2OSP(k-1}, {\displaystyle padding)} || {\displaystyle Z),}
где {\displaystyle k=L/Hash.outputLen}.
Рекомендуемые хеш-функции SHA1 и RIPMD-160. Рекомендуемый {\displaystyle padding=4}. О надёжности KDF3 уже можно судить достаточно уверенно. 
Функция {\displaystyle I2OSP} описанная в стандарте IEEE P1363, преобразует число в строку. Её работа основана на функции {\displaystyle OS2IP}, которая наоборот, из строки получает число.

#### Схема обертки ключа (Key Wrapping Schema)
Спецификация RFC 5990 требует, чтобы в качестве схемы обертки использовалась одна из следующих:
1. AES Key Wrap
2. Triple-DES Key Wrap
3. Camillia Key Wrap

Наиболее распространена схема обертки AES. Она оперирует блоками по 64 бита и требует на вход сообщение длиной более одного такого блока. Если длина сообщения 64бита или меньше, постоянная определённая спецификацией и ключевая информация формируют единственный 128-битный блок, обертывание которого бессмысленно.

### Дешифрование
Алгоритм дешифрования принимает на вход следующее:
1. закрытый ключ, состоящий из целого положительного n и d.
2. шифротекст {\displaystyle C_{0}}.

Выполняется следующим образом:
1. Разделение зашифрованной информации о ключе {\displaystyle EK} на шифротекст {\displaystyle C} длины {\displaystyle nLen} байт и обернутую информацию о ключе:

{\displaystyle C||WK=EK}
Если длина зашифрованной информации о ключе отличается от {\displaystyle nLen}, то дешифрование прекращается с ошибкой.
1. Преобразование шифротекста {\displaystyle C} в целое число {\displaystyle c} и его расшифровка с использованием закрытого ключа принимающего:

{\displaystyle c=StrToInt(C)}
{\displaystyle z=c^{d}modn}
Если {\displaystyle c} не находится в пределах {\displaystyle 0\leqslant c\leqslant n-1}, то дешифрование прекращается с ошибкой.
1. Преобразование целого {\displaystyle z} в байтовую строку  {\displaystyle Z} длины {\displaystyle nLen.}

{\displaystyle Z=IntToStr(z,nLen)}
1. Создание {\displaystyle KEK} длины {\displaystyle kekLen} байт из строки {\displaystyle Z} при помощи KDF:

{\displaystyle KEK=KDF(Z,kekLen)}
1. Разворачивание информации о ключе {\displaystyle WK} при помощи {\displaystyle KEK}:

{\displaystyle K=Unwrap(KEK,WK)}
Если операция разворачивания прекращается с ошибкой, выполнение всего алгоритма прекращается с ошибкой.
1. Получение {\displaystyle K} на выходе алгоритма.

## Оценка надёжности
Безопасность RSA-KEM может быть проанализирована в модели случайного оракула (Random Oracle Model, далее RO). Суть модели состоит в следующем. Предположим, что существует некая общедоступная функция обладающая такими свойствами:
1. На каждый новый аргумент функция отвечает новым значением и записывает пару (аргумент, значение) в таблицу.
2. Если аргумент уже встречался, то функция обратится к своей таблице и вернёт значение, соответствующее этому аргументу.

Доказательство основано на предположении, что KDF является случайным оракулом, и что решение обратной задачи RSA невозможно (проще говоря, RSA нельзя взломать).
Для любого алгоритма генерации ключа для RSA (то есть алгоритма, возвращающего n, e и d), всегда выполнено n >= nBound (то есть nBound наименьшая допустимая граница для чисел n), и для каждого злоумышленника A справедливо:

{\displaystyle Advantage_{RSA-KEM}(A)\leq Advantage_{RSA}(A')} + {\displaystyle qD/nBound(*),}
где {\displaystyle qD} — это максимальное число запросов к оракулу, которое может сделать злоумышленник для попытки разгадать шифр{\displaystyle A},
AdvantageRSA-KEM(A) = |Pr[b*-b] - 1/2| — предсказательная способность А,
AdvantageRSA(A') обозначает вероятность успешного решения инверсной задачи RSA.
Нужно заметить, что приведённое выше неравенство не учитывает тот факт, что в реальности {\displaystyle RSAKeyGen} с ненулевой вероятностью возвращает «плохие» ключи. Чтобы учесть его, требуется лишь прибавить эту вероятность к правой части неравенства.
Приведём доказательство, рассматривая последовательность игр {\displaystyle G_{i}}, и в каждой игре противник A проводит атаку. Каждая из этих игр проходит в одном вероятностном пространстве — меняются только правила того, как рассчитываются случайные величины. В каждой игре будет событие {\displaystyle S_{i}}, связанное с событием {\displaystyle S_{0}}. Докажем, что разность {\displaystyle |Pr[S_{i}]-Pr[S_{i-1}]|} мала, и, более того, она будет свидетельствовать о том что в последней игре {\displaystyle Pr[S_{k}]=1/2}.
Пусть {\displaystyle G0} — первая игра, {\displaystyle S0} — событие, обозначающее что {\displaystyle A} правильно угадывает бит {\displaystyle b} в игре {\displaystyle G0}. Пусть {\displaystyle H} обозначает случайное предсказание оракула, размещающее элементы {\displaystyle Z_{n}} в битовые строчки длины {\displaystyle keyLen} в свою таблицу. Пусть {\displaystyle y^{*}\in Z_{n}} — атакуемый шифротекст, и {\displaystyle r^{*}=(y^{*})^{1/e}\in Z_{n}}. 
Далее мы определим следующую игру {\displaystyle G1}, точно такую же как игру {\displaystyle G0}. Если окажется так, что оракул был вызван для дешифрования с аргументом {\displaystyle y^{*}} раньше, и вызов был успешным, то игра останавливается. Пусть {\displaystyle S1} — событие в игре {\displaystyle G1}, соответствующее событию {\displaystyle S0}. 
Пусть {\displaystyle F1} — событие, сигнализирующее о том, что игра {\displaystyle G1} была остановлена. Понятно, что 
{\displaystyle Pr[F1]\leq qD/nBound,}
и в промежуток времени, когда игры {\displaystyle G0} и {\displaystyle G1} проходят одинаково, а именно, до того момента как случается {\displaystyle F1}, выполняется следующая лемма:
Пусть {\displaystyle E,E'} и {\displaystyle F} — события, определённые на пространстве случайных событий таким образом, что
{\displaystyle Pr[E} {\displaystyle \land } {\displaystyle \neg } {\displaystyle F]=Pr[E'} {\displaystyle \land } {\displaystyle \neg }{\displaystyle F]}
Тогда выполняется:
{\displaystyle |Pr[E]}{\displaystyle -Pr[}{\displaystyle E']|} {\displaystyle \leq Pr[F].}
В нашем случае {\displaystyle |Pr[S0]}{\displaystyle -Pr[S1]|} {\displaystyle \leq } {\displaystyle qD/nBound.}
Далее определим игру {\displaystyle G2}, такую же как {\displaystyle G1}, за исключением того, что атакуемый шифротекст генерируется в начале игры, и если противник запрашивает {\displaystyle H} для {\displaystyle r^{*}}, игра останавливается. Пусть {\displaystyle S2} &mdash событие в {\displaystyle G2}, соответствующее событию {\displaystyle S0}. Очевидно, что                
{\displaystyle Pr[S2]=1/2}
в силу того, что ключ {\displaystyle H(r^{*})} независим от чего-либо, доступного противнику в игре {\displaystyle G2}. В этой игре {\displaystyle H} в {\displaystyle r^{*}} вызывается только с целью шифрования.
Пусть {\displaystyle F2} — событие, сигнализирующее о том, что предыдущая игра прервалась. Понятно, что игры {\displaystyle G1} и {\displaystyle G2} протекают одинаково до тех пор, пока не случится {\displaystyle F2}, и, следовательно, по лемме мы получим:  
{\displaystyle |Pr[S1]-Pr[S2]|}{\displaystyle \leq Pr[F2]}
Потребуем, чтобы {\displaystyle Pr[F2]\leq Advantage_{RSA}(A')} для алгоритма A', время работы которого ограничено временем, описанным выше. Тогда неравенство (*) будет выполнено.
Алгоритм А' запускается следующим образом. Он получает на вход случайный RSA модуль {\displaystyle n}, RSA экспоненту {\displaystyle e} и случайный элемент {\displaystyle y*\leq Zn}. A' создаёт открытый ключ, используя {\displaystyle n} и {\displaystyle e}, а затем разрешает противнику A начать игру. 
Когда А вызывает оракул для шифрования, А' отвечает А парой {\displaystyle (K^{*},y^{*})}, где {\displaystyle K^{*}} — случайный бит строки длиной {\displaystyle keyLen}, а {\displaystyle y^{*}} подаётся на вход A. 
Алгоритм A' симулирует случайное предсказание {\displaystyle H}, как и дешифрующее RO, следующим образом. Для каждого входного {\displaystyle r\leq Z_{n}} для случайного предсказания A' вычисляет {\displaystyle y=r^{e}\in Z_{n}}, и размещает {\displaystyle r}, {\displaystyle y} и случайное значение {\displaystyle K=H(r)} в таблицу. Однако, если {\displaystyle y=y^{*}} А' вместо того выводит {\displaystyle r} и завершается. Когда противник A предоставляет шифротекст {\displaystyle y\in Z_{n}} дешифрующему предсказанию, А' ищет значение {\displaystyle y} в описанной таблице, чтобы определить было ли вычислено значение случайного предсказания при {\displaystyle r=y^{(1/e)}\in Z_{n}}. Если да, то А' отвечает дешифрующему предсказанию значением {\displaystyle K=H(r)}, хранящемся в таблице. Иначе, алгоритм создаёт новый случайный ключ {\displaystyle K}, и размещает пару {\displaystyle (y,K)} во второй таблице. Более того, если в будущем противник А должен будет вычислить случайное предсказание при {\displaystyle r\leq Z_{n}} таком что {\displaystyle r^{e}=y}, то ключ {\displaystyle K}, сгенерированный выше, будет использован как значение {\displaystyle H(r)}.
Понятно, что A' отлично симулирует А, и даёт на выходе решение для данного случая RSA с вероятностью {\displaystyle Pr[F2]}. Это и доказывает безопасность алгоритма.
Количественно можно проверить, что RSA-KEM обеспечивает лучшую защиту по сравнению с RSA-OAEP+ и RSA-OAEP. Это преимущество выражается тем более, чем больше число сообщений, зашифрованных одним открытым ключом (замоделировано в BBM00). Это можно показать воспользовавшись тем, что решение инверсионной задачи RSA является очень трудозатратным. Таким образом безопасность RSA-KEM совсем не уменьшается с возрастанием числа зашифрованных текстов. Нужно заметить, что это утверждение справедливо только если число r в алгоритме шифрования для Simple RSA выбрано равномерно по модулю n, либо, как минимум, его распределение должно быть неотличимо от равномерного с точки зрения вычислений.
Кроме прочего, RSA-KEM, в отличие от RSA-OAEP or RSA-OAEP+, нельзя назвать «хрупким» алгоритмом, то есть не найдены возможности для атак на его реализации.